# Henry Martín
Artikeln följer den spanska namnseden; faderns efternamn är Martín och moderns efternamn Mex.
Henry Josué Martín Mex, född 18 november 1992, är en mexikansk fotbollsspelare som spelar för América.
Han blev olympisk bronsmedaljör i fotboll vid sommarspelen 2020 i Tokyo.